# Pozemní síly Slovenské republiky

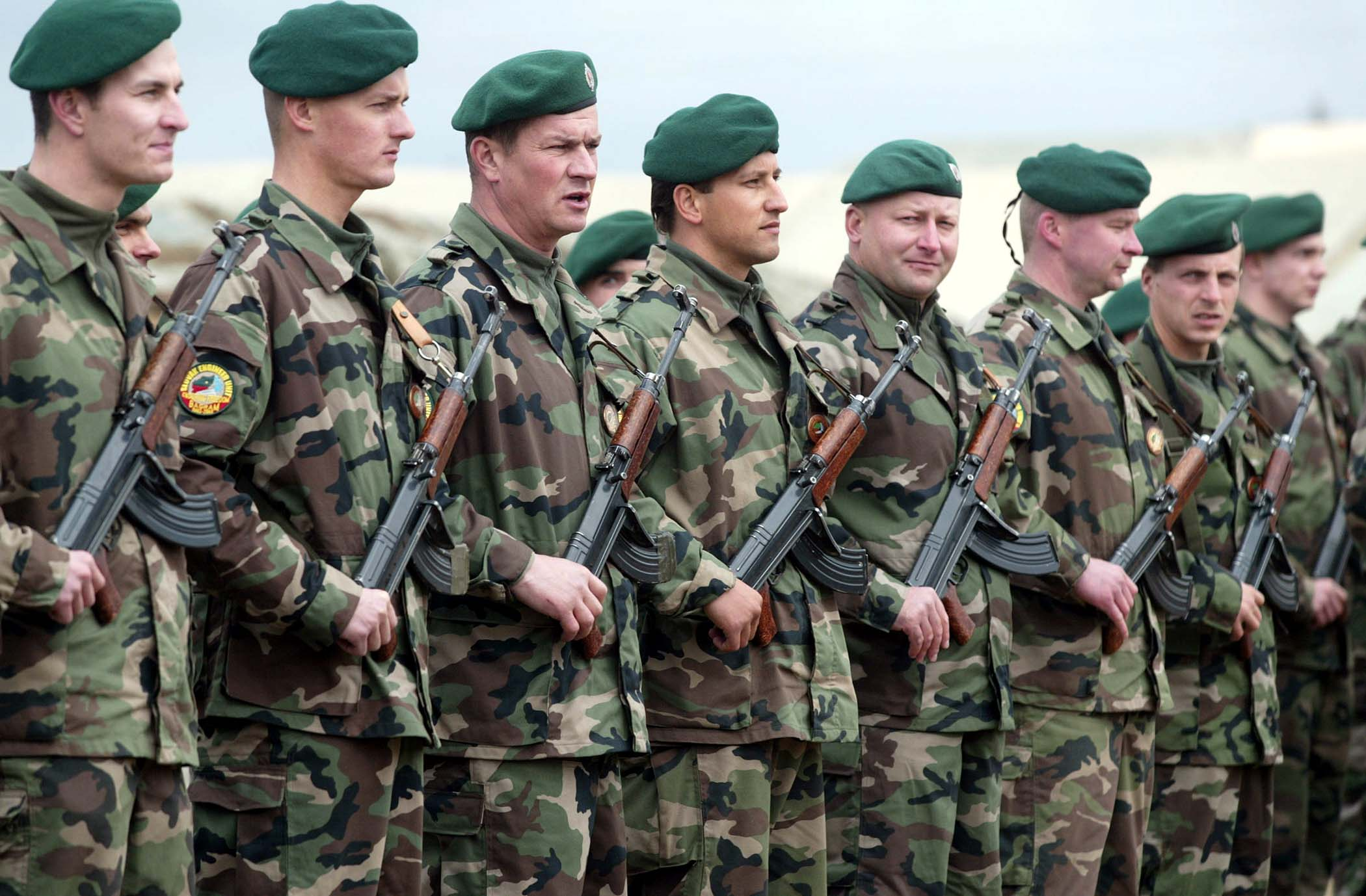
Slovenská jednotka v Afghánistánu.

Pozemní síly Slovenské republiky jsou složkou Ozbrojených sil Slovenské republiky, jejímž úkolem je zajišťovat obranu suverenity a územní celistvosti Slovenské republiky, zajišťovat nebo podílet se na zajišťování ochrany a obrany politických a hospodářských center, prostorů a objektů při vojenském i nevojenském ohrožení státu, zabezpečovat úkoly spojené s ochranou obyvatelstva, zajišťovat likvidace následků mimořádných událostí, zabezpečovat opatření v rámci záchranných a vyhledávacích akcí, zabezpečovat schopnosti působení v rámci mírových a humanitárních akcí mimo území SR, zajišťovat plnění mezinárodních závazků SR a závazků vůči Severoatlantické alianci, vyčleňovat síly a prostředky do NRF, BG a zahraničních operací. Velitelem pozemních sil OS SR je od 1. listopadu 2023 generálmajor Martin Stoklasa.

## Struktura
- Velitelství pozemních sil Trenčín
  - 1. mechanizovaná brigáda Topoľčany
    - 11. mechanizovaný prapor "kapitána Jána Francisciho" Martin
      - Velitelství a štáb praporu
      - Praporní obvaziště
      - Rota bojového zabezpečení
      - Rota bojové podpory
        - 1 četa vybavená 98mm minomety
        - 1 protitanková četa vybavená vozidly OT-90 s připevněnými raketami 9M113 Konkurs
        - 1 protiletadlová četa vybavená vozidly OT-90 s připevněnými raketami 9K38 Igla

      - 3 mechanizované roty na vozidlech BVP-2

    - 12. mechanizovaný prapor Nitra
      - Velitelství a štáb praporu
      - Praporní obvaziště
      - Rota bojového zabezpečení
      - Rota bojové podpory
        - 1 četa vybavená 98mm minomety
        - 1 protitanková četa vybavená vozidly OT-90 s připevněnými raketami 9M113 Konkurs
        - 1 protiletadlová četa vybavená vozidly OT-90 s připevněnými raketami 9K38 Igla

      - 3 mechanizované roty na vozidlech BVP-2

    - 13. mechanizovaný prapor Levice
      - Velitelství a štáb praporu
      - Praporní obvaziště
      - Rota bojového zabezpečení
      - Rota bojové podpory
        - 1 četa vybavená 98mm minomety
        - 1 protitanková četa vybavená vozidly OT-90 s připevněnými raketami 9M113 Konkurs
        - 1 protiletadlová četa vybavená vozidly OT-90 s připevněnými raketami 9K38 Igla

      - 3 mechanizované roty na vozidlech BVP-2

    - 14. Prapor logistické podpory Topoľčany
    - Průzkumná rota
    - Ženijní technická rota
    - Rota podpory velení

  - 2. mechanizovaná brigáda "generála Rudolfa Viesta" Prešov
    - 21. mechanizovaný prapor Trebišov
      - Velitelství a štáb praporu
      - Praporní obvaziště
      - Rota bojového zabezpečení
      - Rota bojové podpory 
        - 1 četa vybavená 98mm minomety
        - 1 protitanková četa vybavená vozidly OT-90 s připevněnými raketami 9M113 Konkurs
        - 1 protiletadlová četa vybavená vozidly 9K35 Strela-10

      - 2 mechanizované roty vybavené vozidly BVP-1

    - 22. mechanizovaný prapor generála Mikuláše Markuse Michalovce
      - Velitelství a štáb praporu
      - Praporní obvaziště
      - Rota bojového zabezpečení
      - Rota bojové podpory
        - 1 četa vybavená 98mm minomety
        - 1 protitanková četa vybavená vozidly OT-90 s připevněnými raketami 9M113 Konkurs
        - 1 protiletadlová četa vybavená vozidly OT-90 s připevněnými raketami 9K38 Igla

      - 3 mechanizované roty vybavené vozidly BVP-1

    - 14. tankový prapor Trebišov
      - 3 tankové roty vybavené tanky T-72
      - 1 tanková rota vybavená tanky Leopard 2A4[3]
      - Rota bojové podpory

    - 20. "Šarišský" prapor logistické podpory Prešov
    - Ženijní technická rota
    - Rota podpory velení

  - 5. dělostřelecký pluk Rožňava[4]
    - 21. Samohybný dělostřelecký oddíl Michalovce
      - Velitelství a štáb oddílu
      - Baterie podpory velení
      - 1 baterie 155mm samohybných kanónových houfnic vz. 2000 Zuzana
      - 2 baterie 155mm samohybných kanónových houfnic Zuzana 2

    - 54. Raketometný oddíl Rožňava
      - Velitelství a štáb oddílu
      - Baterie podpory velení
      - 3 baterie vybavené raketomety RM-70/85 MODULAR

  - 103. prapor radiační, chemické a biologické ochrany Rožňava
  - 91. ženijní pluk Sereď[5]
    - 901. ženijní prapor Sereď
    - 902. ženijní prapor Michalovce
    - 905. centrum specializované bojové podpory Nováky

  - 65. průzkumný prapor Prešov
  - 71. prapor podpory velení PS OS SR Zlín

## Vybavení
Hlavní bitevní tanky
- T-72 - 30 (v roce 2022) [6]
- Leopard 2A4 - 6/15

Bojová vozidla pěchoty
- BVP-1 - 308 (72)
- BVP-2 - 91
- BPsV - 71
- OT-90 - 205 (56)

Dělostřelectvo
- 120mm minomety - 37
- D-30 122mm - 74 (pouze na slavnostní účely)
- RM-70 - 87 modernizovaných na verzi MODULAR
- ShKH Zuzana 155mm NATO - 16
- Zuzana 2- 25

Vzdušný obranný systém
- 9K38 Igla

Ostatní
- -  AKTIS - lehký nákladní automobil
  -  Božena 4- odminovací zařízení
  -  Božena 3 - odminovací zařízení
  -  Humvee - 5. pluk speciálního určení
  -  Belarty UOS 155 - odminovací zařízení
  -  Samohybný výbušný odminovač SVO A1 - samohybný výbušný odminovač
  -  AM-50 - mostní automobil
  -  AMB-S obrněná sanitka (verze BVP-1)
  -  PTS - obojživelný transportér
  -  BRDM-2 - obrněný obojživelný automobil
  -  Tatra 815 - terénní nákladní automobil (mnoho verzí)
  -  VT-55A - vyprošťovací tank
  -  UAZ-469 - lehké terénní vozidlo (bude vyřazeno)
  -  Praga V3S - terénní nákladní automobil (bude vyřazen)
  -  Nissan Navara, Nissan Pathfinder, Suzuki Jimny - lehké terénní vozidlo
  -  Mercedes-Benz třídy G - lehké terénní vozidlo nebo vojenská sanitka
  -  Volkswagen Transporter (T4) - vojenská sanitka

## Mezinárodní mise
OS SR působí nebo působili v následujících mezinárodních misích:

OSN

- Golanské výšiny - mise UNDOF
- Kypr - mise UNFICYP
- Sýrie, Izrael, Libanon - mise UNTS

NATO

- Afghánistán - mise ISAF
- Kosovo - mise KFOR
- Bosna a Hercegovina - Velitelství NATO Sarajevo

EU

- Bosna a Hercegovina - mise ALTHEA

Stránka zahraničních operaci: https://web.archive.org/web/20120101084048/http://www.mosr.sk/333/mierove-operacie.php